# Neptali Gonzales
Neptali Álvaro Gonzales (Mandaluyong, 10 giugno 1923 – Makati, 16 settembre 2001) è stato un politico filippino.
Fu membro della Camera dei rappresentanti (1969-1972) e del Batasang Pambansa (1984-1986), il parlamento filippino durante gli ultimi anni dell'amministrazione Marcos. Dopo la caduta di quest'ultimo per via della rivoluzione del Rosario, ricoprì la carica di segretario della giustizia nel gabinetto presidenziale della Aquino, sua stretta alleata, dal 1986 al 1987. La sua ascesa politica culminò con l'elezione nel 1987 al Senato delle Filippine, di cui fu Presidente in ben tre occasioni tra il 1992 e il 1998.
Fu sposato con Candida Medina, dalla quale ebbe quattro figli tra cui Neptali II, anch'egli entrato nel mondo della politica.